# McKinley Park (Chicago)
Pour la localité en Alaska, voir McKinley Park.

Situation de Mckinley Park dans la ville de Chicago

McKinley Park est l'un des 77 secteurs communautaires de la ville de Chicago aux États-Unis.